# Thành phố Moonee Valley
Thành phố Moonee Valley (tiếng Anh: City of Moonee Valley) là một khu vực chính quyền địa phương nằm trong vùng đô thị Melbourne, tiểu bang Victoria, Úc. Nó quản lý một vùng dân cư nội thị cách trung tâm thành phố khoảng 3 đến 13 km về phía tây bắc. Tại kỳ Điều tra dân số năm 2011, dân số trên toàn địa bàn thành phố đạt 107.443 người.

## Lịch sử
Tháng 12 năm 1994, thành phố Moonee Valley được thành lập trên cơ sở sáp nhập toàn bộ diện tích tự nhiên và nhân khẩu của thành phố Essendon (cũ) và một phần phía đông của thành phố Keilor (cũ).
Tháng 2 năm 2010, chính quyền thành phố chính thức ra mắt biểu trưng (logo) mới, thay thế biểu trưng ban đầu.
Các đầu số viễn thông cố định trong vùng bắt đầu bằng 937x, 837x, 933x và 833x.

## Các vùng nội ô
- Aberfeldie
- Airport West
- Ascot Vale
- Avondale Heights
- Essendon
- Essendon North
- Essendon West
- Flemington (cùng với Thành phố Melbourne)
- Keilor East (cùng với Thành phố Brimbank)
- Moonee Ponds
- Niddrie
- Strathmore
- Strathmore Heights
- Travancore

## Hội đồng

### Cơ cấu
Hội đồng thành phố bao gồm 9 nghị viên đại diện cho 3 phường hành chánh (ward) cấu thành phạm vi của thành phố. Hội đồng hiện tại được bầu ra ngày 27 tháng 10 năm 2012, bao gồm các vị sau đây:

Biểu trưng cũ của Thành phố Moonee Valley

| Phường   | Đảng | Đảng     | Nghị viên       | Ghi chú        |
| -------- | ---- | -------- | --------------- | -------------- |
| Buckley  |      | Không    | Narelle Sharpe  |                |
| Buckley  |      | Lao động | Jan Chantry     |                |
| Buckley  |      | Không    | Paul Giuliano   | Phó thị trưởng |
| Myrnong  |      | Tự do    | Cam Nation      |                |
| Myrnong  |      | Lao động | Jim Cusack      |                |
| Myrnong  |      | Lao động | Nicole Marshall |                |
| Rosehill |      | Lao động | John Sipek      |                |
| Rosehill |      | Không    | Andrea Surace   | Thị trưởng     |
| Rosehill |      | Lao động | Shirley Cornish |                |

### Thị trưởng
Thị trưởng thành phố đương nhiệm là bà Andrea Surace, và phó thị trưởng là ông Paul Giuliano. Cả hai vị được hội đồng tín nhiệm biểu quyét vào tháng 10 năm 2015 và giữ nhiệm kỳ hai năm 2015-2016